# 張濂 (成化進士)
張濂（1448年—？），字宗周，云南平夷卫平夷乡（今云南省富源县中安镇）人，越州卫官籍，明朝政治人物。

## 生平
雲南鄉試第三十二名舉人，成化十七年（1481年），登辛丑科會試第一百六十二名，廷試二甲進士，弘治十一年（1498年），任福建泉州府知府，为官廉洁清正。改辰州府知府。

## 家族
曾祖张亨，指挥佥事；祖张昱，正千户；父张敬，指挥佥事。前母王氏，母蘇氏。慈侍下。兄张淳，指挥佥事。。
族兄張璁为成化己丑進士。